# Вавилонский рынок невест
«Вавилонский рынок невест» (англ. The Babylonian Marriage Market) — картина английского художника Эдвина Лонга, созданная в 1875 году. Хранится в Королевском колледже Холлоуэй Лондонского университета.

## Сюжет
Лонг почерпнул сюжет у Геродота, рассказывающего о «самом позорном обычае» вавилонян. Согласно этому автору, каждая женщина в Вавилоне должна была раз в жизни прийти в храм Афродиты и там отдаться за деньги чужестранцу. Не найдя клиента, она не могла вернуться домой, так что самые некрасивые вавилонянки могли сидеть в храме несколько лет.
На переднем плане изображены молодые женщины, сидящие лицом к зрителю. На возвышении стоит ещё одна женщина, выставленная на торги; слева изображён аукционист, который обращается к толпе мужчин, принадлежащих, судя по их внешнему виду, к разным общественным слоям. Картина выполнена в реалистичной манере, причём существует мнение, что Лонг стремился передать основные черты аукционных домов своей эпохи. Один из искусствоведов видит в аукционисте на этой картине явное сходство с Томасом Вудсом — известным британским аукционистом второй половины XIX века.

## Судьба картины
«Вавилонский рынок невест» появился на ежегодной королевской выставке в 1875 году, где собрал много зрителей и получил признание со стороны критиков. Картина оказалась актуальной из-за моды на восточные сюжеты, но в первую очередь из-за обсуждавшегося тогда расширения прав женщин. Главной темой полотна явным образом было превращение женщины в товар, но оставалось неясным отношение к этому самого художника, и в результате публика была задета за живое. Картина обрела широкую известность, получили распространение её сатирические версии (в частности, в Punch Pocket Book появилась карикатура, в которой мистер Панч выставляет на аукцион молодых женщин и других персонажей комиксов). Результатом было оживление общественной дискуссии, связанной с правами женщин.
В 1882 году картину купил Томас Холлоуэй, заплатив 6615 фунтов стерлингов. На тот момент это была рекордная цена для картины художника, живого на момент покупки. Позже «Вавилонский рынок невест» перешёл к Королевскому колледжу Холлоуэй в составе Лондонского университета.
В фильме «Нетерпимость» (1916) есть семиминутная сцена, снятая под влиянием картины Лонга.
Художественный критик Джон Рёскин высоко оценил картину, подчеркнув сходство между её сюжетом и брачными обычаями современной Европы. Нынешние владельцы картины, Королевский колледж Холлоуэй , отмечают, что картина стала символом и предметом обсуждения прав женщин в 1870-х годах.